# Speedway (negozio)

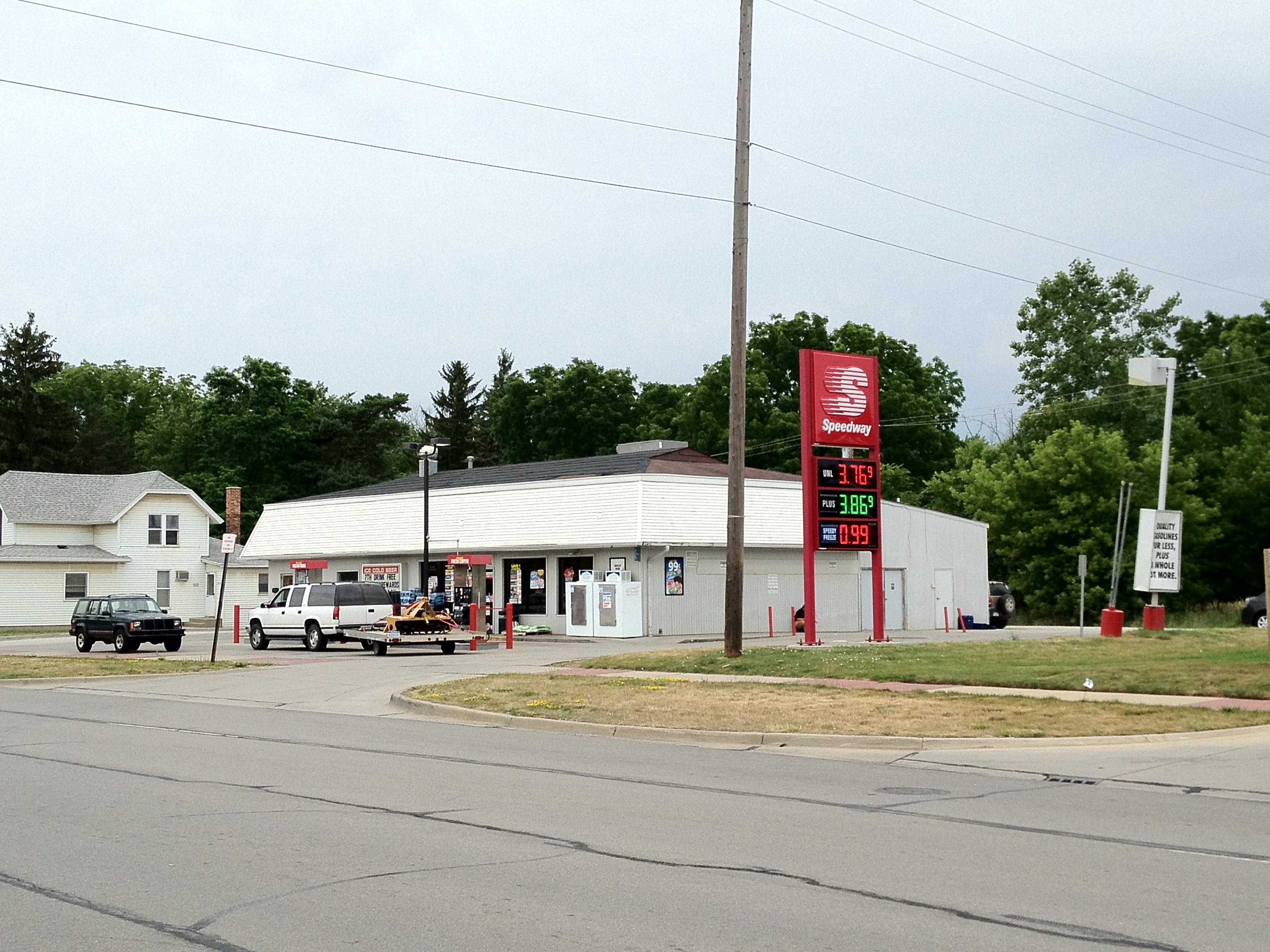
Un negozio Speedway più piccolo a Williamston, Michigan, convertito da Total quando Speedway acquisì alcune delle sedi precedenti

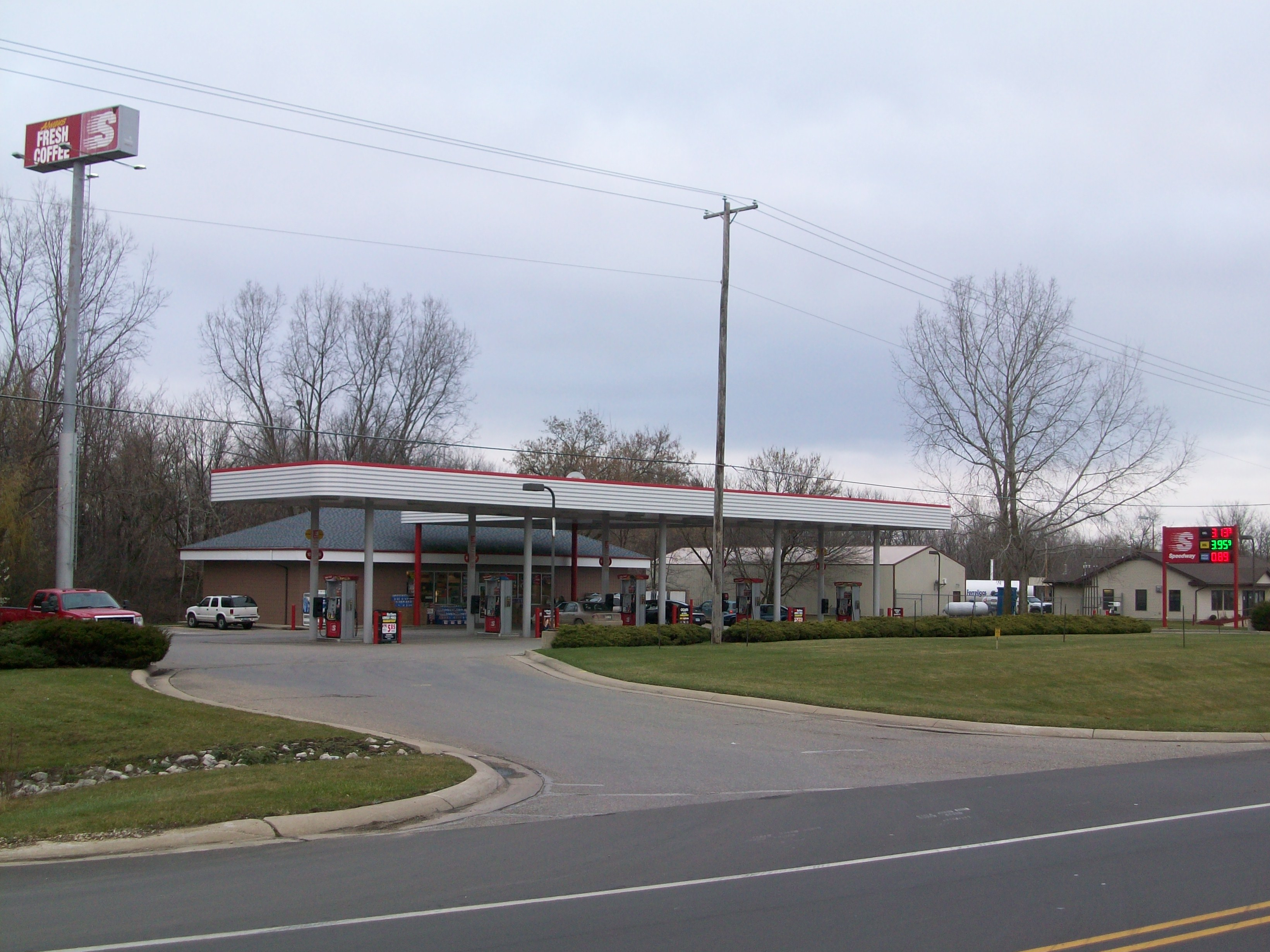
Un tipico negozio Speedway a Bath Charter Township, Michigan

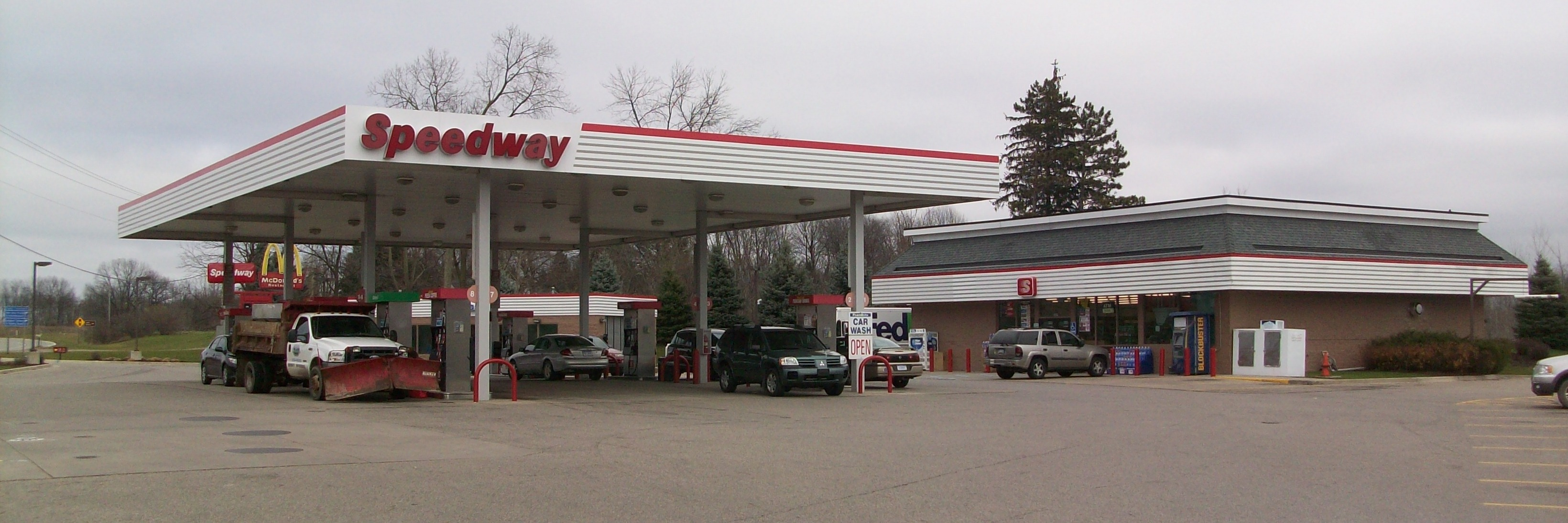
Un negozio Speedway più grande, a Bath Charter Township, Michigan

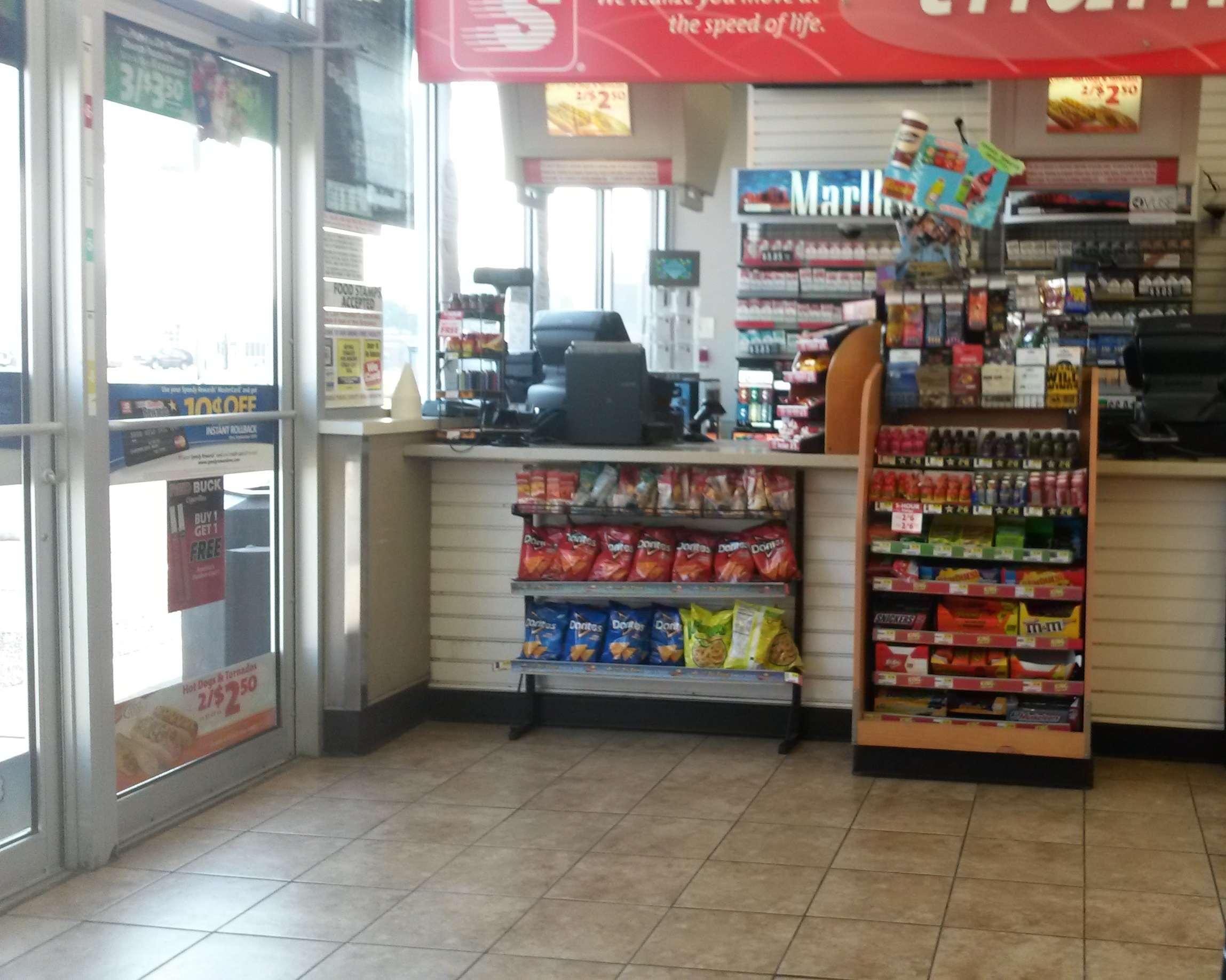
Un banco anteriore Speedway e un display di sigarette a Hobart, Indiana

Speedway è un minimarket americano e una catena di distributori di benzina con sede a Enon, Ohio, con sedi principalmente nelle regioni del Midwest e della costa orientale degli Stati Uniti interamente di proprietà e gestite da 7-Eleven. Le stazioni Speedway si trovano in 32 stati, in aumento significativo rispetto alla sua regione centrale di sette stati nel Midwest dal 2012. Prima del 2021, la società era una consociata interamente controllata della Marathon Petroleum Corporation. È la più grande catena di minimarket dell'Ohio centrale.
Il 2 agosto 2020, Marathon annunciò che Seven & I Holdings avrebbe acquisito Speedway per $ 21 miliardi. L'accordo si è concluso il 14 maggio 2021.

## Storia
Speedway ha avviato la propria attività nel 1952 come Speedway 79, il nome di una catena di benzina con sede nel Michigan. A differenza di altre catene di distributori di benzina dell'epoca, Speedway 79 non possedeva una stazione di servizio dedicata alla manutenzione dei veicoli, ma piuttosto distributori automatici che si concentravano sulla vendita di sigarette e bibite, dando alle loro sedi il soprannome di "Smokes and Cokes". Il "79" indicava il numero di ottano della benzina di Speedway. Nel 1959, Marathon Oil, allora nota come Ohio Oil Company, acquistò la catena e nel 1962 convertì i suoi punti vendita nel marchio Marathon.
Quando la benzina self-service venne legalizzata in molti stati, nel 1976 Marathon decise di utilizzare "Speedway" (senza il "79", poiché a questo punto 87 ottani era diventato lo standard) nelle stazioni self-service con volume più elevato e munite di minimarket. Alcuni dei primi punti vendita furono convertiti da Consolidated Stores con sede a Oshkosh, Wisconsin, che all'epoca aveva sedi in Wisconsin e Michigan. Questi negozi furono convertiti al nome Speedway negli anni '70 e '80 dopo che Marathon concluse l'acquisizione di Consolidated. Il concetto si rivelò uno dei pochi punti positivi per Marathon durante questo periodo a causa della crisi energetica degli anni '70 e la società ampliò rapidamente questo concetto nei principali territori di Marathon nel Midwest e nel sud-est degli Stati Uniti. Parte di questa espansione avvenne attraverso l'acquisizione di varie altre catene di distributori di benzina regionali più piccole, tra cui GasAmerica, Starvin 'Marvin, Gastown, Wake Up, Bonded, United, Cheker, Port, Ecol e Value. Queste stazioni vennero convertite al marchio Speedway. Le stazioni acquisite nell'accordo Cheker includevano ex stazioni Enco che Cheker acquisì dopo essere state vendute da Exxon nel 1977. Legalmente, l'attività di minimarket di Marathon era conosciuta come Emro Marketing Company durante questo periodo, prendendo il nome dall'inserimento di una "E" davanti al simbolo ticker di Marathon Oil, MRO. Speedway ha adottato il suo logo attuale, noto come "Moving S", nel 1982.
Nel 1997, Marathon e Ashland Petroleum formarono Marathon Ashland Petroleum LLC (MAP), una joint venture protagonista dell'unione di attività di raffinazione, marketing e trasporto delle società, con Marathon detentrice del 62% delle operazioni mentre Ashland il 38%. Nel processo, le catene di minimarket SuperAmerica di Ashland e Speedway di Marathon si fusero per formare Speedway SuperAmerica LLC, una consociata interamente controllata di MAP. A quel punto, Marathon acquisì i diritti sui marchi Solo, Save Mart, Save More e Rich da Ashland, insieme ad altri. Molti di questi marchi sarebbero stati convertiti nel marchio Speedway nel corso del tempo. Quando la fusione fu completata nel 1998, i marchi Speedway e SuperAmerica iniziarono a essere commercializzati insieme. Marathon Ashland rilevò inoltre anche Total Petroleum di Alma, Michigan nel 1999. Le stazioni, in precedenza proprietà di Diamond Shamrock, erano per lo più nello stato del Michigan. La maggior parte delle sedi precedenti di Total è stata quindi ridenominata in Marathon, Speedway o Rich. Speedway acquisì nel 2001 la catena di 50 unità Welsh Mart del Michigan. L'operazione è stata seguita nel 2002 dall'acquisizione di 30 negozi da Crystal Flash con sede a Grand Rapids, nel Michigan.
Nel 2003, Marathon ha venduto i negozi Speedway del sud-est a Sunoco, la quale li ha a sua volta convertiti al marchio A-Plus vendendo carburante Sunoco, mentre i negozi Speedway nella Pennsylvania occidentale sono stati venduti a proprietari indipendenti e convertiti in stazioni Marathon standard, ritirando il marchio Speedway dalla Pennsylvania e dal sud del West Virginia e del Kentucky per un decennio.
Speedway è diventata una delle prime catene di minimarket del settore a lanciare un programma fedeltà grazie al lancio, nel 2004, di Speedy Rewards. Il programma ha preso l'avvio quasi per caso: Marathon lanciò infatti un programma simile per le sue tradizionali stazioni di servizio a marchio Marathon, trovando tuttavia un uso incoerente tra i suoi proprietari in franchising e ritenendo che il programma potesse funzionare meglio con Speedway, poiché tutte le sue sedi erano di proprietà e gestite direttamente da Maratona. Da allora il programma è stato classificato da più pubblicazioni indipendenti come il miglior programma fedeltà sul mercato.
Nel 2005, Marathon acquisì la quota di Ashland di Marathon Ashland Petroleum, diventata Marathon Petroleum Company LLC, mantenendo i marchi SuperAmerica e Rich originariamente di proprietà di Ashland. A quel punto le località al di fuori dell'Upper Midwest furono convertite in "Speedway" e il marchio "SuperAmerica" fu limitato al mercato dell'Upper Midwest. Marathon vendette SuperAmerica a Northern Tier Energy, una società di nuova costituzione sostenuta dalle società di private equity ACON Investments e TPG Capital, nel febbraio 2011. Ha sede a Woodbury, Minnesota. Speedway e SuperAmerica divennero catene indipendenti fino a 7 anni dopo, quando Marathon acquistò Andeavor, che possiede la società madre di SuperAmerica, Western Refining. Dopo la separazione delle operazioni a monte e a valle di Marathon nel 2011, Speedway è rimasta una parte delle operazioni a valle di Marathon.
Nel 2001, la catena di fermate per camion di Speedway è stata fusa nel marchio Pilot Travel Centres dopo che Marathon e Pilot Corporation hanno stretto una partnership per formare Pilot Travel Centers. Da allora Pilot ha rilevato l'interesse di Marathon in Pilot Travel Centers, ora Pilot Flying J. In seguito alla fusione con la catena di vendita al dettaglio di Hess Corporation nel 2014, sei sedi WilcoHess in Virginia sono state rinominate sedi Pilot e gestite congiuntamente da Pilot Flying J e Speedway.  Il 23 giugno 2016, Pilot Flying J e Speedway hanno annunciato una nuova joint venture tra le due società che vedrà 41 sedi Speedway (tutte ex sedi Wilco Hess) e 79 sedi Pilot Flying J principalmente negli Stati Uniti sudorientali formare PFJ Southeast LLC. Le sedi saranno gestite da Pilot Flying J e le sedi Speedway saranno rinominate Pilot o Flying J.
Al 9 dicembre 2014, il 12% dei negozi Speedway trasporta etanolo E85. Speedway ha attualmente 326 negozi con E85 disponibile e un negozio che trasporta metano. Quasi tutti i suoi negozi nella Greater Pittsburgh così come i suoi negozi nello stato del Tennessee offrono E85, ampliando notevolmente la disponibilità del carburante in questi rispettivi mercati.

### Espansione 2012 - 2014
Il 13 febbraio 2012, venne annunciato il raggiungimento di un accordo con la catena di minimarket dell'Indiana e dell'Ohio GasAmerica per l'acquisizione di tutte le 88 sedi. Speedway acquisì tutti i marchi, l'immagine commerciale e la proprietà intellettuale da GasAmerica inclusi diversi lotti di immobili per lo sviluppo futuro. La transazione fu finalizzata il 29 maggio 2012, per un prezzo non specificato.
Il 5 giugno 2012, venne comunicata la sigla un accordo con la catena di minimarket Road Ranger grazie al quale Speedway rilevò nove punti vendita Road Ranger nel Kentucky e uno in Ohio, in cambio di contanti e un'area di sosta per camion nell'area metropolitana di Chicago Road Ranger, con sede a Rockford, IL, gestisce circa 80 punti di sosta per camion e minimarket di benzina in sette stati del Midwest. Come Speedway prima di esso, Road Ranger ha una partnership con Pilot Flying J.
Nel maggio 2014, Speedway ha annunciato che avrebbe acquisito l'attività di vendita al dettaglio di Hess Corporation per 2,6 miliardi di dollari. Hess ha 1.342 sedi lungo gli Stati Uniti orientali. Alcune stazioni Hess negli Stati Uniti nordorientali sono nate come stazioni Merit Oil fino a quando Hess non ha rilevato la società nel 2000.